# Brewer (nazwisko)
Brewer – angielskie nazwisko pochodzące ze staroangielskiego breowan, oznaczające osobę zajmującą się warzeniem piwa (piwowar).

## Osoby
- Albert Brewer – amerykański polityk
- Alyssia Brewer – amerykańska koszykarka
- Corey Brewer – amerykański koszykarz
- Eric Brewer – kanadyjski hokeista
- Gene Brewer – amerykański pisarz science-fiction
- Jan Brewer – amerykańska polityk
- Jim Brewer – amerykański koszykarz
- Mike Brewer – brytyjski prezenter telewizyjny
- Ron Brewer – amerykański koszykarz
- Ronnie Brewer – amerykański koszykarz
- Teresa Brewer – amerykańska wokalistka jazzowa i popowa